# 三防站
三防站（朝鲜语：／ Sambang yŏng */?）是位于朝鮮民主主義人民共和國江原道洗浦郡的一個鐵路車站，属于江原线，本站旧称三防峡站。

## 邻近车站
落川站 - 三防站 - 洗浦青年站